# Otto von Schlabrendorf
Otto Freiherr von Schlabrendorf (* 18. Oktober 1650 in Teltow; † 18. Januar 1721 auf Gut Groß Machnow) war ein preußischer General der Infanterie, Gouverneur der Festung Küstrin sowie Erbherr auf Groß Machnow und Blankenfelde.

## Leben
Seine Eltern waren der kurbrandenburgische Kapitänleutnant Joachim Ernst von Schlabrendorf († 1666) und dessen Ehefrau Anna Katharina, geborene von Stoßloff († 1652) aus dem Hause Panckelow in Mecklenburg.
Nachdem seine Mutter früh gestorben war, kam er in die Obhut des Geheimrats Bodo von Gladebeck (1620–1681). Mit ihm kam er an die Höfe in Braunschweig und Celle und wurde auch dort unterrichtet. Danach kam er zu seinem Verwandten, dem Generalmajor von Pfuhl, der ihn in Buckow unterrichten ließ (Pfuhl war mit einer Schwester seiner Mutter verheiratet). Der junge Schlabrendorf wollte zum Militär und so richtete es sein Vater ein, dass er 1665 in die Garnison nach Spandau kam. Zu der Zeit war der Obrist Isaak du Plessis-Gouret der Kommandant. Dort war er zunächst Kadett und wurde als Musketier und Pikenier eingesetzt. 1666 marschierte er mit der Garnison nach Magdeburg, als die Stadt dem Kurfürsten die Huldigung verweigerte. Nach seiner Rückkehr wurde er in das Regiment „Dohna“ in Küstrin versetzt. Dort war sein Onkel Otto von Schlabrendorf Major. Dort wurde er mit 150 anderen jungen Adeligen unterrichtet. Danach wurde er zunächst Gefreiter, bald darauf aber Korporal und Korporal-Gefreiter.
Der Generalleutnant Graf Christian Albrecht von Dohna nahm ihn bei seiner Tafel auf und wollte ihn auf eigene Kosten nach Frankreich und Holland schicken. Durch den Tod seines Vetters und dem Krieg zwischen Holland und Frankreich fand die Reise nicht statt. Der Graf von Dohna bekam nun den Auftrag, ein eigenes Regiment zu errichten. Daher kam Otto von Schlabrendorf mit einem Kommando von Küstrin nach Halberstadt. Dort kam er in die Kompanie seines Bruders Daniel, der Major in Regiment Fargel war. Der Obrist Fargel war auch der Schwiegervater seines Bruders, er machte ihn zunächst zum ältesten Fähnrich und bald darauf zum Leutnant und Kapitänleutnant. Die kurfürstliche Armee wurde im Pfälzischen Erbfolgekrieg an den Rhein geschickt und mit der kaiserlichen Armee unter Raimondo Montecuccoli vereinigt. So kämpfte er 1674 in Kaysersberg im Elsass.
Als der Schwedisch-Brandenburgische Krieg ausbrach, wurde die Armee zurückgeholt. So war auch Schlabrendorf 1675 zurück und kämpfte in Fehrbellin gegen die Schweden, dann in Pommern und bei der Einnahme von Wolgast. Dort wurde er für seine Tapferkeit mit einer eigenen Kompanie belohnt. Zudem wurde er Regimentsquartiermeister. Während des Krieges wurde er schwer krank und wurde, kaum genesen, nach Friedland in Mecklenburg versetzt. Als die Schweden den Ort eroberten, geriet er in Gefangenschaft. Er wurde von Stettin nach Anklam und Stralsund gebracht, wo er sechs Wochen blieb, bis er ausgelöst wurde.
1676 war er wieder bei der kurfürstlichen Armee zur Belagerung von Anklam und beim Sturm auf die Stadt. Nach deren Eroberung zog die Armee gegen die Festungen Demmin und Wollin sowie weitere Städte in Schwedisch-Pommern. 1677 fand er sich bei der Belagerung von Stettin, und 1678 bei der Eroberung von Rügen und Stralsund. Als der damalige Generalmajor von Schöning hier zum Gouverneur ernannt wurde, wurde ihm das Regiment Fargell als Besatzung beigegeben. Im Jahre 1678 starb Oberst Fargell, und Johann Georg von Anhalt-Dessau wurde neuer Kommandeur des Regiments. 1679 kämpfte er wieder gegen die Schweden und verfolgte sie bis Livland. Nach dem Frieden wurde die Brandenburger Armee verkleinert, und auch das Regiment des Fürsten von Anhalt-Dessau wurde entlassen. Mit seinem Bruder wurde er aber in ein anderes Regiment übernommen. Als der Bruder starb, wurde er Major, aber schon bald Oberstleutnant.
Im Jahre 1683 begann der Große Türkenkrieg. 1686 war er bei den 8000 Brandenburgern, die unter dem Generalleutnant von Schöning für den Kaiser gegen die Türken kämpften. Bei der Belagerung von Ofen wurde er am 23. Juni schwer an Kopf und in der Seite verletzt. In den Dankschreiben des Kaisers an den Kurfürsten wurde die Tapferkeit von Schlabrendorf aber lobend erwähnt, und so wurde er am 29. Januar 1687 zum Obristen ernannt. 1688 zog er wieder unter von Schöning gegen die Franzosen nach Kleve. So war er auch bei der Belagerung von Bonn (1689) dabei, wie auch bei der Schlacht bei Fleurus (1690). 1690 kämpfte er auch bei Brüssel, Löwen, Namur und anderen Orten.
1691 zog er wieder gegen die Türken, dieses Mal unter dem Generalleutnant von Brandt. Am 19. August 1691 kämpfte er in der Schlacht bei Slankamen (Salenkennet?) unter Ludwig Wilhelm von Baden, genannt der Türkenluis. Er konnte sich dabei so auszeichnen, dass ihm der Kaiser eine goldene Kette mit Brustbild verehrte und Ludwig von Baden ihm seine Freundschaft versicherte. Von seinem Kurfürsten wurde er am 21. Januar 1691 zum Brigadier der Infanterie ernannt.
1693 schickte der Kurfürst Friedrich III. 6000 Mann Hilfstruppen nach Ungarn. Diese wurden von dem zum Generalmajor ernannten Schlabrendorf in Kossen gemustert. Der Kurfürst überreichte ihm dabei auch den Orden De la Générosité. Kurz nach der Ankunft in Ungarn wurde der Oberkommandierende Generalleutnant Brandt zurückgerufen, und Schlabrendorf übernahm das Kommando. Bei der Belagerung von Belgrad schlug eine Bombe neben ihm ein, was ihn Hut und seine Handschuhe kostete, den ihn begleitenden Oberst Christian Henning von Blanckensee aber das Leben. Am Ende des Feldzuges führte er die Truppen wieder in die Winterquartiere. Er selber übernahm nun das Bataillon „Boys“. Am 5. Januar 1695 bekam er das Bataillon (Alt-Holstein). Im gleichen Jahr bekam er wieder ein Kommando in Ungarn. So kämpfte er 1696 in der Schlacht von Temesvar und am 11. September 1697 in der Schlacht bei Zenta. In dieser Schlacht befehligte er den linken Flügel der kaiserlichen Armee und es gelang ihm, die türkische Wagenburg zu erobern und die türkischen Truppen einzukesseln. Nach nur zwei Stunden waren die Truppen vernichtet und eine gewaltige Beute wurde eingefahren, von der auch der brandenburgische Oberkommandierende profitierte. Schlabrendorfs Anteil an der Beute wurde in der Rüstkammer von Machnow ausgestellt. Zudem bekam er vom Kaiser am 15. Dezember 1697 ein Dankschreiben und dazu einen Diamantenring. Ferner wurde er mit seiner Familie in den erblichen Reichsfreiherrenstand erhoben. Der Kaiser bot ihm auch die Stelle eines Generalfeldmarschalleutnants an, was er aber ablehnte.
1699 schickte ihn sein Kurfürst nach Pommern, um seinen Vorstoß von Stargard nach Danzig zu decken. Am 30. Dezember 1701 wurde er zum Gouverneur der Festung Peitz ernannt. Noch am 4. April 1703 wurde er Generalleutnant und am 11. August 1703 der Oberhauptmann der Festung Küstrin. Das blieb er für die nächsten 18 Jahre. 1708 bekam er den Auftrag, dem kaiserlichen Botschafter Schönborn in Hamburg beizustehen, wo die Krumholz'schen Unruhen ausgebrochen waren. Durch kluges Verhalten konnte er mithelfen, die Unruhen zu dämpfen.
Am 23. Mai 1715 wurde er zum General der Infanterie ernannt und bekam am 27. September 1715 das neue Infanterieregiment Nr. 25, in dem sein eigenes und das Bataillon „Pannewitz“ aufging.
Er starb am 18. Januar 1721 auf seinem Gut Groß-Machenow. An ihn erinnert bis heute in der Dorfkirche Groß Machnow sein Epitaph, mit Inschriftensockel und Prunksargdarstellung, u. a. bewacht von einer Herkulesfigurine.

## Die Dorfkirche in Groß Machnow

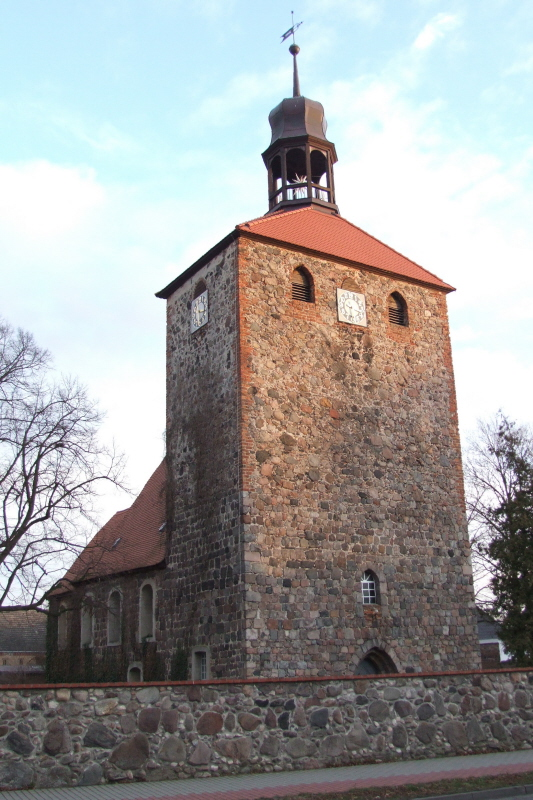
Dorfkirche Groß Machnow

Noch während seiner Zeit in Ungarn machte er das Gelübde, das wenn er die Sachen überleben sollte es sich Dankbar zeigen würde. So ließ er von 1697 an viermal jährlich im Machnow Dankpredigten halten. 1698 ließ er die Kirche auf eigene Kosten renovieren, dazu wurde die Kirche auch komplett neu ausgestattet. Zudem bekam die Kirche einen Turm.

## Familie
Am 27. Mai 1695 heiratete er in Koskow Angnes Elisabeth von Arnim. Sie war die Tochter des Stephan Berend von Arnim, Direktor des Uckermark’schen Kreises, und sie war die Witwe des Joachim Ehrenreich von Katte (1660–1694), Domherrn zu Brandenburg. Das Paar Elisabeth und Otto von Schlabrendorf hatte keine Kinder. Joachim Ehrenreich von Katte wiederum war der Sohn von Maria Eleonore von Schlabrendorf.